# Cuba (Illinois)
Cuba je grad u američkoj saveznoj državi Ilinois. Prema popisu stanovništva iz 2010. u njemu je živjelo 1.294 stanovnika.